# Нансен, Бетти
Бетти Нансен (дат. Betty Nansen, 19 марта 1873, Копенгаген, Дания — 15 марта 1943, Фредериксберг, Дания) — датская актриса театра и кино, театральный режиссёр. Одна из величайших актрис в истории датского театра.

## Карьера
Дебютировала осенью 1893 году в Театре Казино в Копенгагене, сыграв главную роль в спектакле по пьесе Викторьена Сарду «Дора». В последующие десятилетия переиграла буквально весь классический и современный репертуар театров Дании, в частности, сыграв Магду в «Родине» Германа Зудермана и Маргариту Готье в «Даме с камелиями» Александра Дюма-сына. Осенью 1896 года перешла в Королевский театр Дании, где она дебютировала в роли Марты в «Столпах общества» Ибсена.
1913—1916 годах Нансен провела в США, пытаясь сделать карьеру в кино. Она снялась в нескольких неудачных фильмах Дж. Гордона Эдвардса, например, в роли Анны Карениной в «одноимённом фильме» (которая теперь считается потерянной), Катюшу Маслову в «Воскресении женщины», а также в картинах «Песнь ненависти», «Если мать скажет» и «Знаменитый скандал».
После неудачной попытки стать звездой кино Нансен вернулась на родину и возглавила управление Александр-театр в Фредериксберге, которым управляла в течение 26 сезонов до своей смерти в 1943 году. В 1979 году возрождённый театр был назван в её честь, Театр Бетти Нансен. Театр Нансен существует по сей день. Там начинали свою карьеру многие датские актёры. Например, Николай Костер-Вальдау именно там впервые вступил на театральную сцену в роли Лаэрта.
В 1896 году Нансен вышла замуж за писателя, журналиста и директора издательства Gyldendal Петера Нансена (1861—1918). Её второй брак был с актёром Хенриком Бентзоном.
Бетти Нансен умерла 15 марта 1943 года, всего за 4 дня до своего 70-летия. Несмотря на то, что записей её игры почти не осталось, её имя по-прежнему входит в число самых величайших актрис Дании.

## Фильмография
| Год  |     | Русское название      | Оригинальное название  | Роль                             |
| ---- | --- | --------------------- | ---------------------- | -------------------------------- |
| 1913 | кор | —                     | Mens Pesten raser      | н/д                              |
| 1913 | ф   | Потерянное счастье    | Bristet Lykke          | Фрида фон Борш                   |
| 1913 | ф   | —                     | Prinsesse Elena        | принцесса Елена                  |
| 1914 | ф   | —                     | Moderen                | Аннемари фон Халлер              |
| 1914 | ф   | —                     | Under Skæbnens Hjul    | графиня Кора                     |
| 1914 | ф   | Ночь любви            | Af elskovs naade       | Ани                              |
| 1914 | ф   | —                     | Hammerslaget           | Джейн Бернард                    |
| 1914 | кор | Изгнанник             | Eventyrersken          | баронесса Магда фон Гильденкранц |
| 1915 | ф   | —                     | The Celebrated Scandal | Теодора                          |
| 1915 | ф   | Анна Каренина         | Anna Karenina          | Анна Каренина                    |
| 1915 | ф   | Воскресение женщины   | A Woman’s Resurrection | Катюша Маслова                   |
| 1915 | ф   | —                     | Should a Mother Tell   | Мари Бодин                       |
| 1915 | ф   | Революционная свадьба | Revolutionsbryllup     | леди Ален                        |
| 1915 | ф   | —                     | The Song of Hate       | Флория Тоска                     |
| 1916 | ф   | —                     | Sonnen                 | миссис Крог                      |
| 1917 | ф   | —                     | En ensom Kvinde        | Роза Бьорк                       |